# Vassalli Fabril
Vassalli Fabril S.A. es una empresa de capitales argentinos que produce cosechadoras. 
Gestiona dos marcas (Don Roque y Vassalli), con las que cubre los diferentes renglones de categorización por capacidad de trilla del mercado. 
Cuenta con tres plantas fabriles ubicadas en Firmat, provincia de Santa Fe, ocupando una superficie total de 99.000 m² y con una capacidad de producción de 600 unidades al año. 
Se trata de la zona con mayor densidad de radicación de empresas nacionales dedicadas a la fabricación de maquinaria agrícola. 
A nivel regional Vassalli Fabril compite con productores internacionales radicados en Brasil y algunos también internacionales radicados en Argentina.

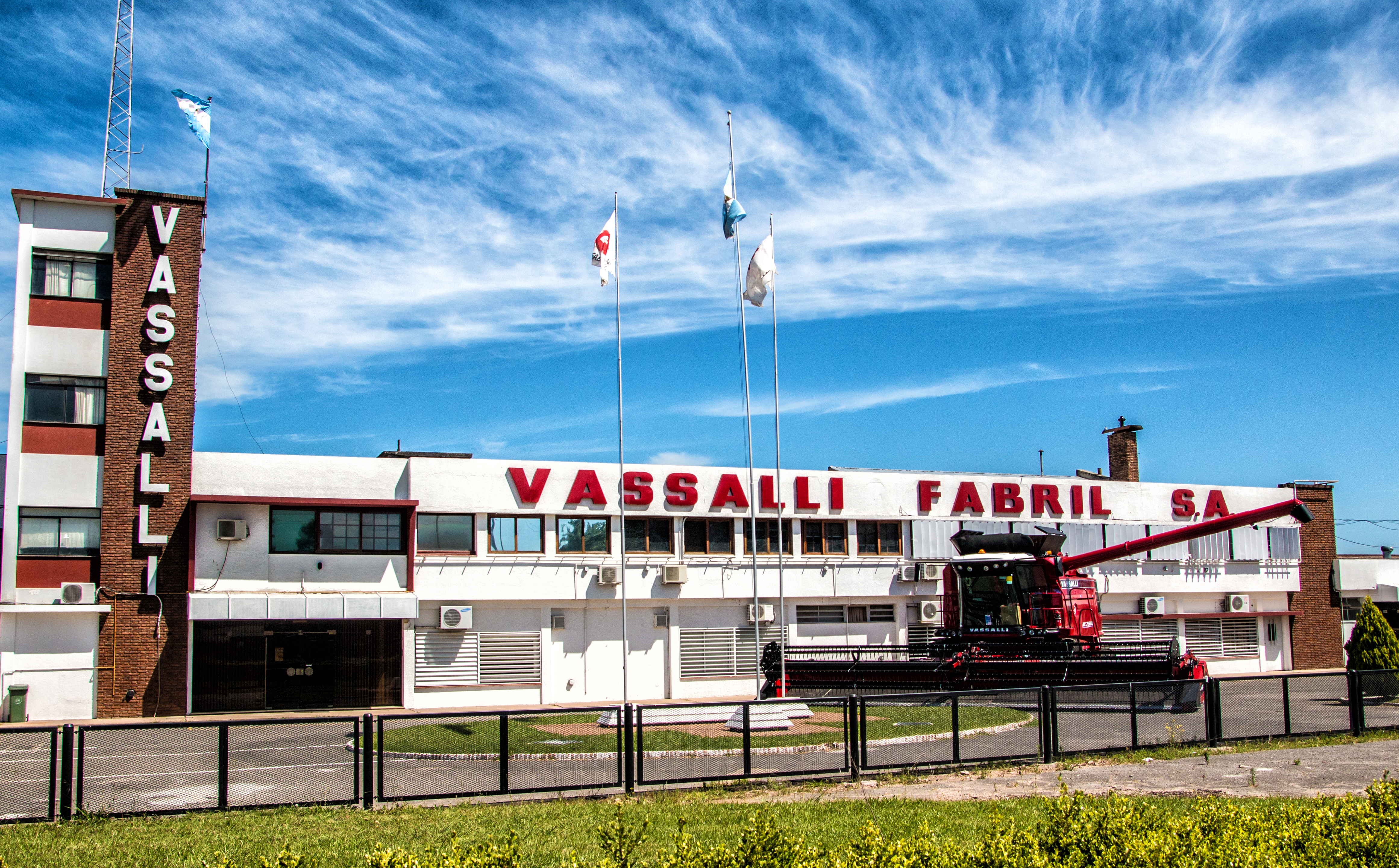
Planta de Vassalli en Firmat

## Orígenes y evolución
El Establecimiento Metalúrgico Vassalli nació en Firmat (suroeste de la provincia en Santa Fe) en 1949. 
Su fundador, Roque Vassalli, trasladó ese año su taller de reformas ubicado en la cercana localidad de Cañada del Ucle, y desarrolló una planta modelo que se convirtió en polo de desarrollo tecnológico y productivo a nivel nacional. 
Pocos años después apareció el primer modelo íntegramente fabricado en la planta de Firmat, la Súper Vassalli. 
A fines de los 80's entró en una grave crisis económica debido a la delicada situación del país, siendo adquirida por el grupo empresario Koner Salgado, quien se desprendió de la empresa circa 1994.
Pocos años después, Roque Vassalli recompra la empresa pero termina cerrando y haciéndose cargo la empresa F.E.A. (Fabricante Equipos Agrícolas) hasta otro cierre a fines de los 90.
En 2003 reabre la empresa mediante el esfuerzo de Mariana Rossi, nieta del fundador, hasta la actualidad.
Algunos modelos fueron exportados a Venezuela entre 2014 y 2016.- 
La empresa finalmente lanzó al mercado más de 20 modelos diferentes, que son detallados a continuación.

## Modelos fabricados en 2020

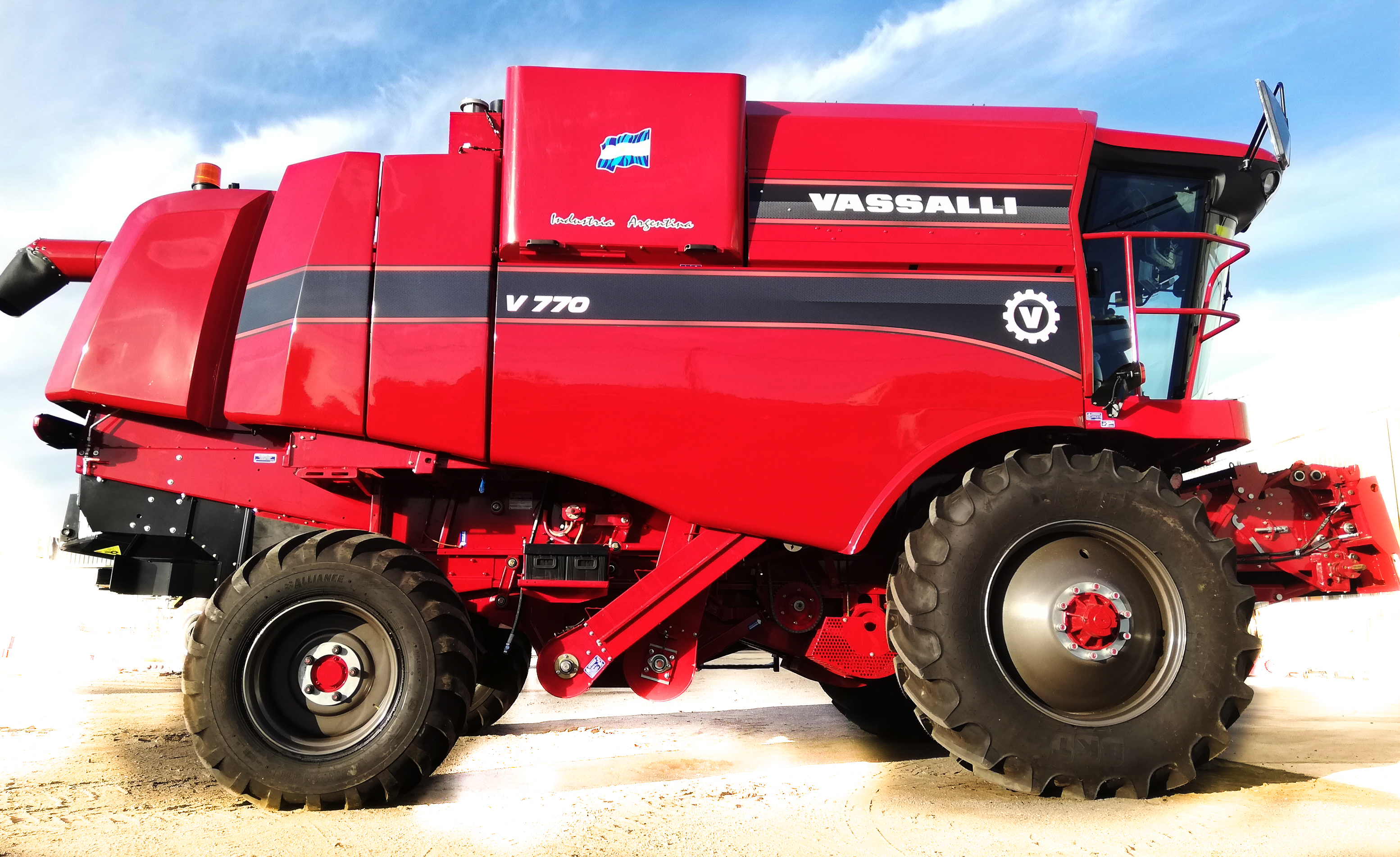
La cosechadora axial de Vassalli V770 4WD

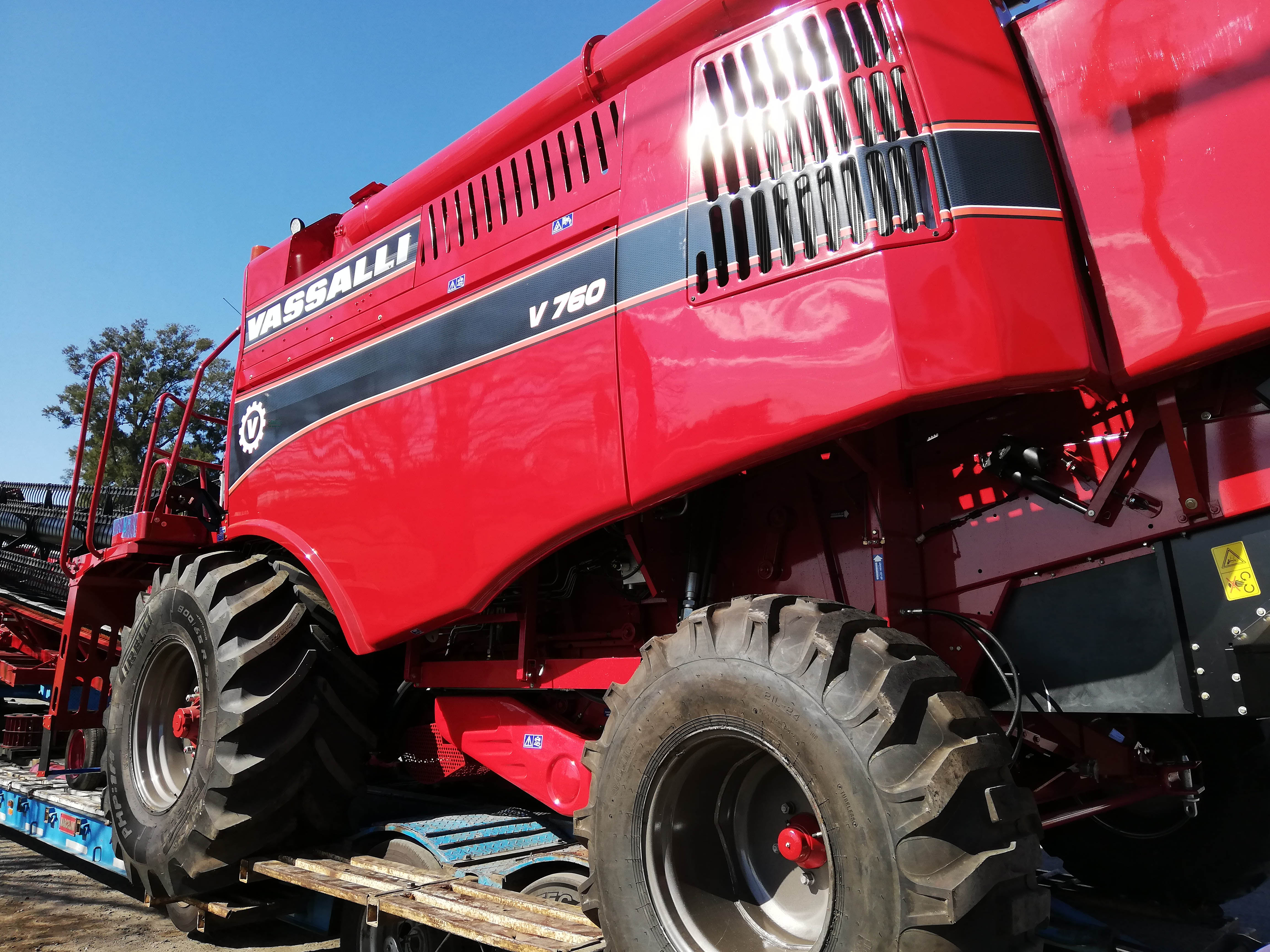
La axial V760 parte de fábrica rumbo a la cosecha

- Vassalli 1550 EHD[1]
- Don Roque RV 150 Electro[2]
- Don Roque RV 125[3]

- Vassalli RV 125 Electrotrac Rice[4]
- Vassalli DR550[5]
- La axial V760 parte de fábrica rumbo a la cosechaVassalli V760 2WD[6]

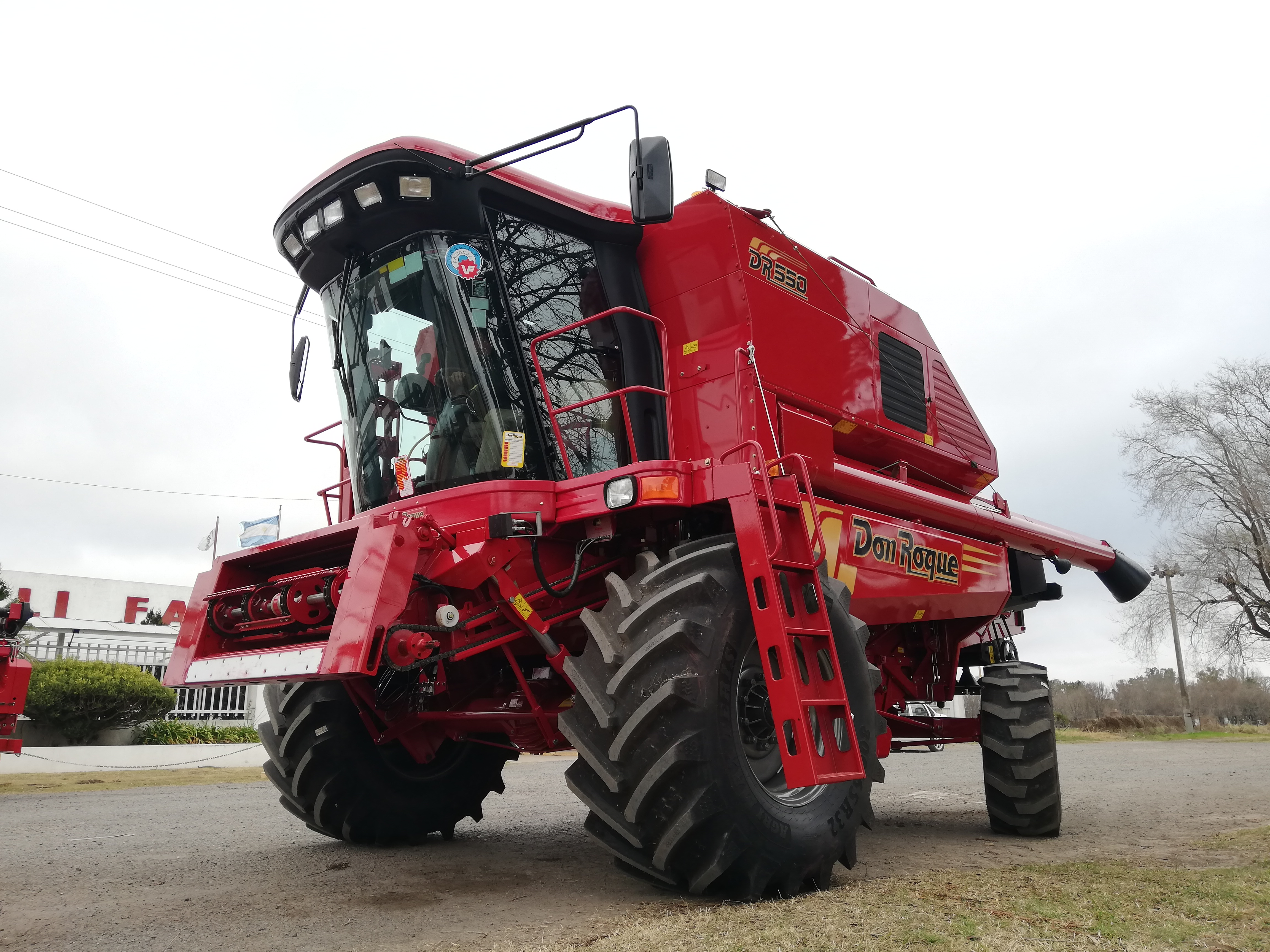
La DR550, la cosechadora híbrida de Vassalli

- Vassalli V770 2WD[7]
- Vassalli V770 4WD[8]

## Modelos fabricados por Vassalli a lo largo de su historia

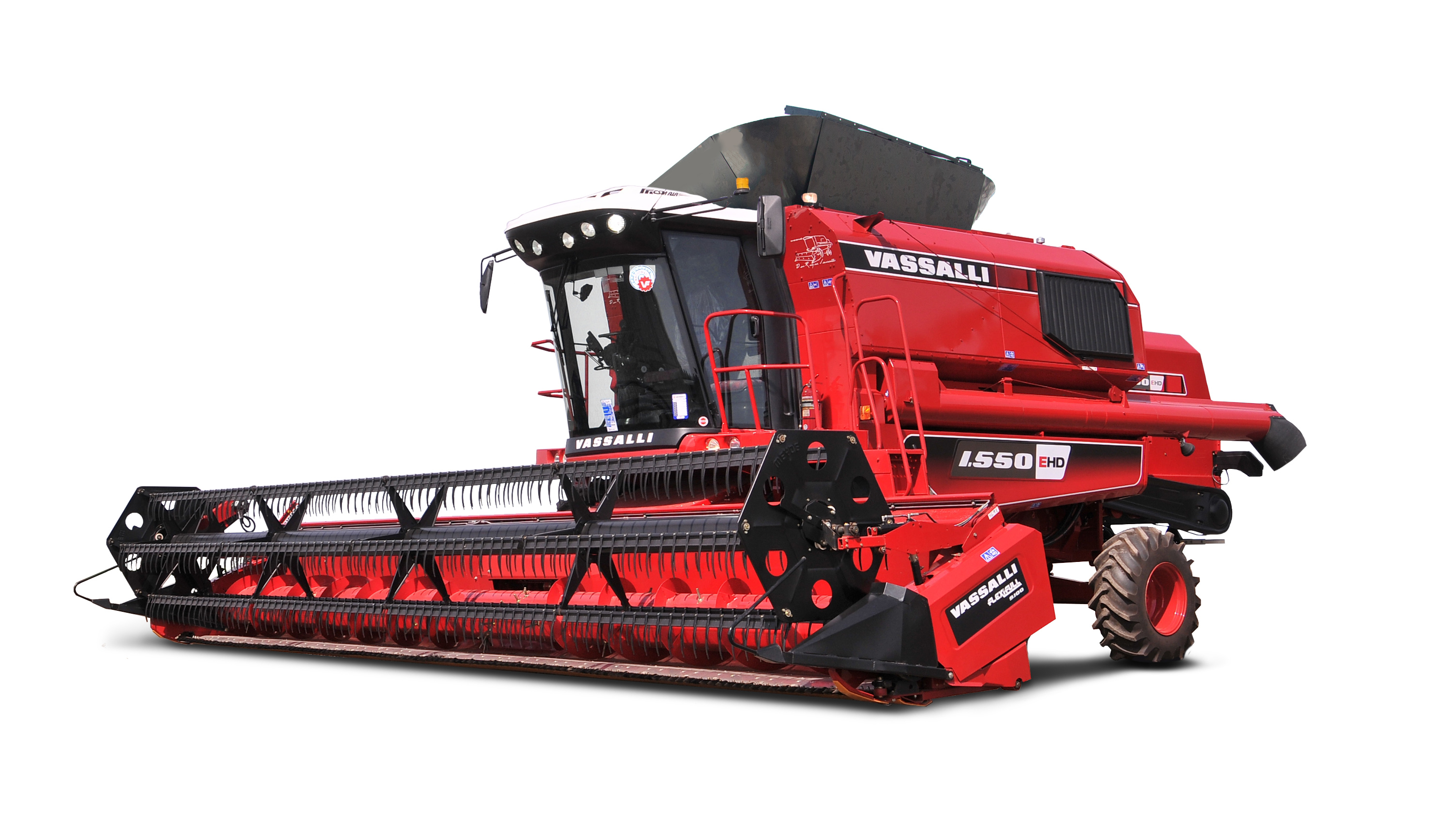
La cosechadora Vassalli 1550 EHD, fuerte y robusta, la preferida por el campo argentino.

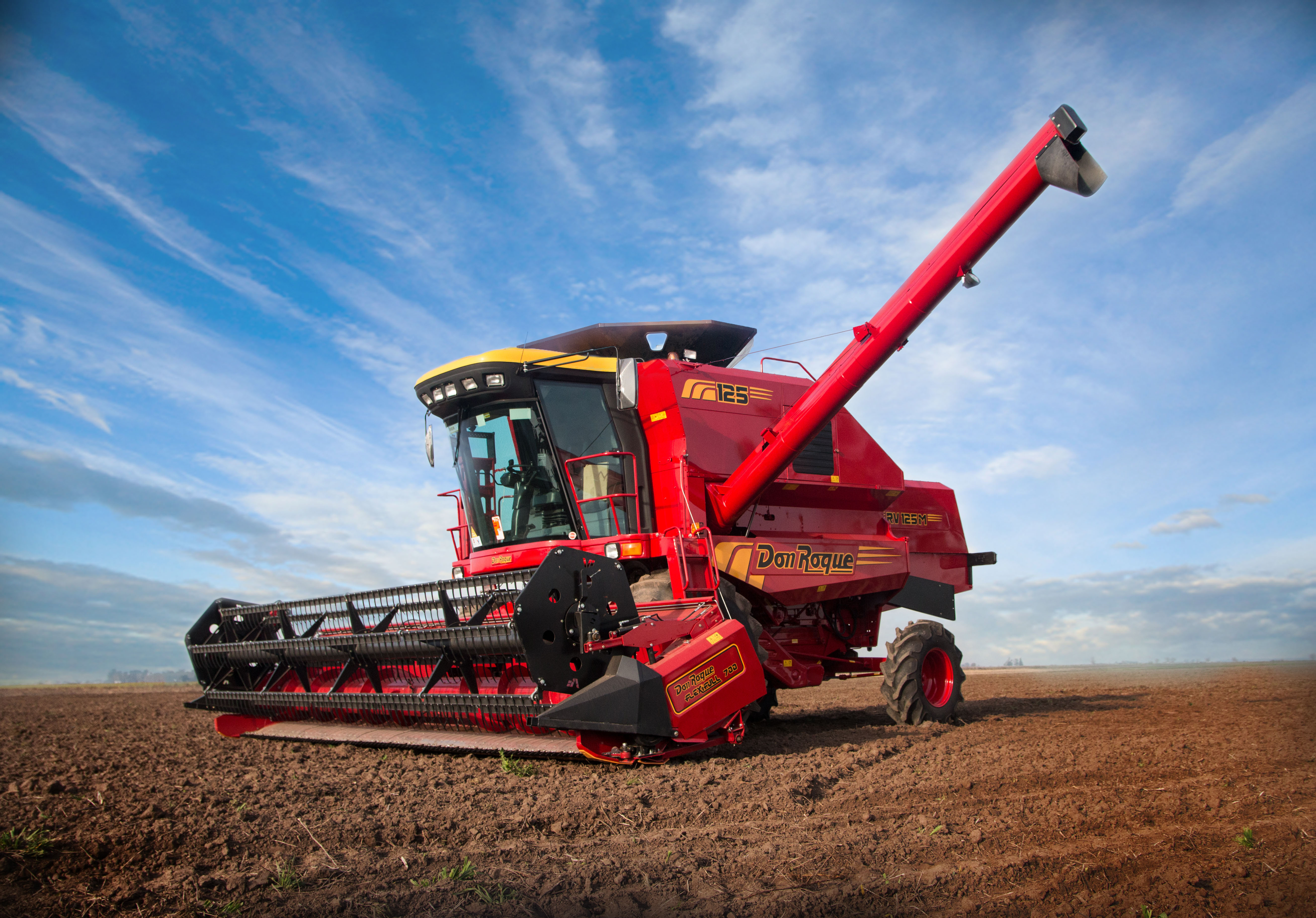
RV 125

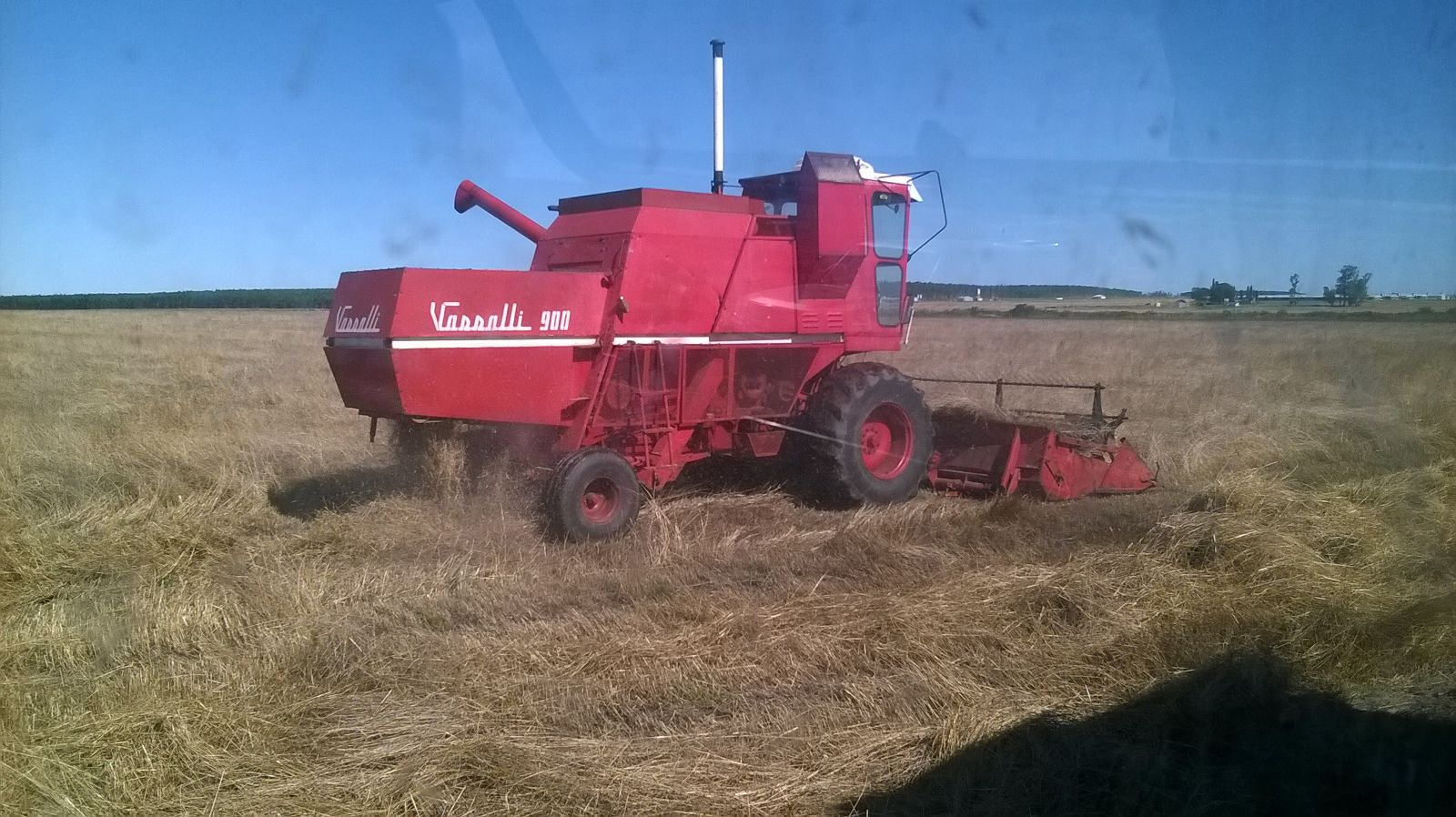
Cosechadora Vassalli 900 trillando en campos de la provincia de Entre Ríos

- Vassalli 2-16
- Vassalli 3-16 / Ideal 3-16
- Vassalli JMR[9]
- Vassalli 4-17[10]
- Vassalli V900
- Vassalli 900 Lider
- Vassalli 900M
- Vassalli 910[11]
- Vassalli 910 Lider[12]
- Vassalli 910M / 910 R.A.
- Vassalli 960
- Vassalli 1200
- FEA Vassalli 1200
- Vassalli 1200 H[13] / 1200 M[14]
- Vassalli 1300 E
- Vassalli 1500 H[15] / 1500 M
- FEA Vassalli 1500 H / M[16]
- Vassalli 1550 E[17]
- FEA Vassalli 1600 H / M[18]
- Vassalli AX 7500[19] / AX 7500 Lider[20]
- FEA Vassalli Impacto 3000[21]
- Vassalli Mosquito[22]
- Vassalli Super
- Vassalli Super 218
- FEA Vassalli Terrum 15-03

## Modelos fabricados por Don Roque
- Don Roque RV 100[23]
- Don Roque RV 125 Full
- Don Roque RV 125 Electro[24]
- Don Roque RV 125 Hidrotrac Arrocera[25]
- Don Roque RV 125 Mecánica[26]
- Don Roque RV 150
- Don Roque RV 150 Electro[27]
- Don Roque RV 150 Mecánica[28]
- Don Roque RV 150 Hidro
- Don Roque RV 170 Electro